# Tela cerata
La tela cerata è un tessuto, ad armatura tela e riduzione fitta, impregnato per renderlo impermeabile. I tessuti utilizzati sono realizzati in cotone, lino, canapa o altri filati naturali che riescono ad assorbire nelle loro fibre i prodotti impermeabilizzanti.
I materiali utilizzati per ottenere l'impermeabilizzazione sono: la cera, il catrame e l'olio, principalmente di lino. Oggi l'impermeabilizzazione si ottiene anche con gomma, silicone e altri prodotti chimici.

## Usi
Prima della scoperta della gomma, plastica, fibre sintetiche e prodotti chimici la tela cerata era l'unico modo per ottenere protezione dall'acqua e dall'umidità, per questo motivo trovava impiego in molti campi:
- cucina, per tovaglie e grembiuli.
- legatoria, per rilegature e custodie.
- nautica, per cerate e sacchi impermeabili[1].
- motociclismo, per giacche e tute.
- abbigliamento, per impermeabili, cerate, abiti da lavoro e da caccia, cappelli e mantelle[2].
- automobilismo, per  capote e teloni di camion.
- coperture, per teloni, tendoni, ombrelli.
- contenitori, borse, secchi.
- attrezzature militari, la maschera antigas durante la prima guerra mondiale.

## Galleria d'immagini

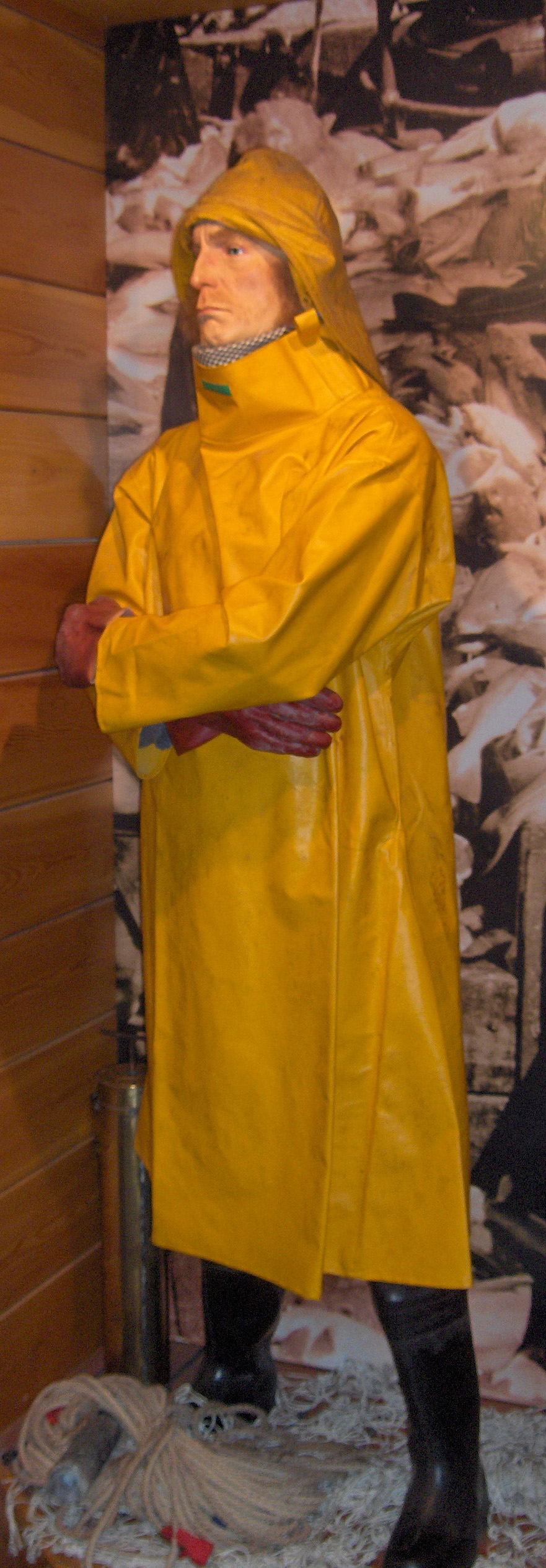
Una cerata, un tipico impermeabile per la nautica realizzato appunto in tela cerata
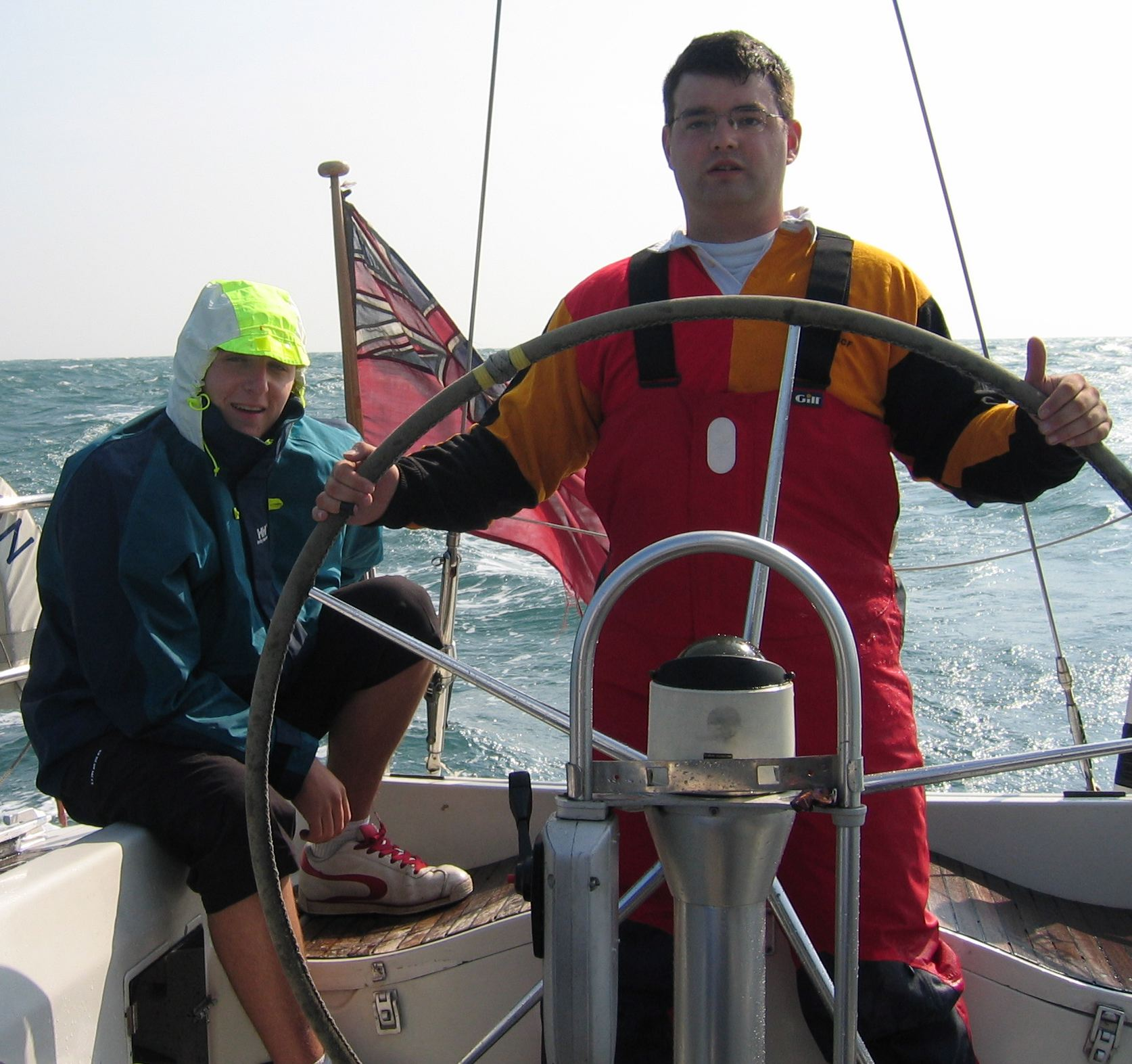
Giacca e corpetto in tela cerata utilizzati per la nautica